# تمر هندی کوچک‌برگ
تمر هندی کوچک‌برگ (نام علمی: Diploglottis) نام یک سرده از تیره ناترکیان است.